# Ljekovita kadulja
Ljekovita kadulja (mirisava žalfija, mirisava kadulja, lat. Salvia officinalis) višegodišnja je medonosna, polugrmovita biljka visine 30 do 60 cm iz porodice žalfija. Jakog je korijena. Donji dijelovi stabljike su drvenasti, a gornji zeljasti. Listovi su dugački, ovalnog oblika, a cvjetovi tamnoljubičaste boje.
Kadulja je samonikla biljka, ali se i uzgaja zbog traženog i cijenjenog eteričnog ulja te uređenja krajobraza.

## Ime
Latinsko ime Salvia, iz kojeg potječe domaće kadulja, dolazi od latinske riječi salvare, što znači spašavati ili izliječiti, jer su je Rimljani još prije 2000 godina koristili i upotrebljavali za liječenje. Drugi dio latinskog imena izvedenica je riječi officina za sobu u kojoj su se u samostanima držale namirnice i lijekovi. 

## Uporaba
Kadulja je ljekovita biljka i dio je nekoliko svjetskih farmakopeja. Koristi se kao začin u mnogim svjetskim kuhinjama. Eterično ulje kadulje koristi se u medicini i kozmetici. Spada u visoko medonosne biljke.
Mitska upotreba: Ljekovitost kadulje spoznali su još Stari Rimljani i antički Grci. U faraonskim grobnicama u Egiptu jedan od glavnih sastojaka smjese za balzamiranje bila je upravo kadulja. 
U srednjem vijeku spravljao se ljubavni napitak od listova kadulje, rute i latica ruže.

## Ljekovitost kadulje
Neka od najvažnijih djelovanja kadulje: snažno protuupalno, antivirusno, antibakterijsko i protugljivično djelovanje, snažan antioksidans te jedan od najboljih čistača i stimulatora limfe, jača cirkulaciju te djeluje kao ekspektorans, odličan je hormonalni regulator, lipolitičko, adstringentno i spazmolitičko djelovanje, a posjeduje i dobre analgetičke učinke. Često se koristi za upale grla i ždrijela i ispiranje usne šupljine kod upala dêsni.
Kadulja u sebi može sadržavati više od 60 različitih spojeva i supstancija koji imaju glavnu ulogu u njezinom medicinskom djelovanju. U sastavu kadulje uz razne minerale možemo pronaći i vitamine A, B1, B2 i C te dugačak niz aktivnih supstancija poput: alfa i beta tujona, limonene+18, cineola, kamfora, kamfena, alfa pinena, borneola, beta pinena, alfa humulena, viridiflorola te još mnogo drugih. Upravo te tvari su najzaslužnije te imaju ključnu ulogu u liječenju mnogih bolesti i poremećaja.
Kadulja je Izuzetno cijenjena biljka i u kineskoj tradicionalnoj medicini; nekada su Kinezi nizozemskim trgovcima davali za jednu količinu kadulje dvostruku količinu kineskog čaja.

## Upotreba u medicini
Od kadulje se koristi isključivo list. Najljekovitiji list se dobiva kad kadulja počne cvjetati, a to je najčešće u svibnju. List se bere, suši i čuva pažljivo. Glavni ljekoviti sastojak lista kadulje je isparljivo mirisno eterično ulje, kojeg ima od 1,5 do 2,5 %. Oporost i ljekovitost lista potječe od tanina. I gorke tvari u kadulji djeluju ljekovito.
Kadulja ulazi u sastav velikog broja lijekova, koji se upotrebljavaju za ispiranje usta i grla kad nastanu upale, jer su to dobra i bezopasna sredstva koja jačaju sluzokožu i djeluju antiseptično.
Do otkrića antibiotika kadulju su stoljećima upotrebljavali u obliku čaja protiv znojenja za oboljele od tuberkuloze, jer smanjuje lučenje znojnih žlijezda. Čaj i drugi lijekovi načinjeni od kadulje upotrebljavaju se i za jačanje organizma. Čaj od kadulje također pomaže kod raznih upala.

## Kontraindikacije
Neželjeni efekti su mogući kod neprekidnog i dugotrajnog korištenja kadulje. Mogući simptomi su: uznemirenost, povraćanje, vrtoglavica, drhtavica, epileptički napadi, prijevremene kontrakcije tijekom trudnoće. Osobe s epilepsijom trebaju izbjegavati kadulju.

## Sastav
Listovi sadrže do 2,5 % eteričnog ulja, u sastav kojeg ulaze cineol (do 15 %), alfa i beta pinen, linalol, borneol i borneol acetat,linalil acetat, tujon i druge terpenske tvari, alkaloidi, flavonoidi (genkvanin, hispidulin, 6-metoksi genkvinin, luteolin, salvitin, 6-hidroksiluteolin, cirziliol, nepetin, cinarozid),tanini te smolaste i druge tvari.Osim navedenog listovi sadrže triterpenoide: oleanolovu i ursolnu kiselinu, diterpen salvin, fenolkarbonske kiseline:kofeinsku, klorogrnu, noklorogenu, kriptoklorogenu, ruzmarinsku, vitamine P i PP, fitoncide. Od makroelemenata u listovima su identificirani(mg/g): kalij(22,90), kalcij(40,90), magnezij(9,20) i željezo(0,80). Identificirani su i mikroelementi(mg/g): mangan (99,20), bakar(15,50), cink(97,40), kobalt(0,80), krom(2,69), aluminij(73,92), vanadij(1,25), selenij (0,18), nikal (1,53), stroncij(89,70), olovo (5,23), bor(78,00) i litij(0,15).

## Vanjske poveznice
|  | Zajednički poslužitelj ima stranicu o temi Kadulja    |
|  | Zajednički poslužitelj ima još gradiva o temi Kadulja |
|  | Wikivrste imaju podatke o taksonu Kadulji             |